# Heteranthus verruculatus
Heteranthus verruculatus is een zeeanemonensoort uit de familie Phymanthidae.
Heteranthus verruculatus is voor het eerst wetenschappelijk beschreven door Klunzinger in 1877.